# Atsushi Uchiyama
Atsushi Uchiyama (jap. 内山 篤 Uchiyama Atsushi; ur. 29 czerwca 1959) – japoński piłkarz, reprezentant kraju.

## Kariera klubowa
Od 1982 do 1992 roku występował w klubie Yamaha Motors.

## Kariera reprezentacyjna
W reprezentacji Japonii zadebiutował w 1984. W reprezentacji Japonii występował w latach 1984–1985. W sumie w reprezentacji wystąpił w 2 spotkaniach.

## Statystyki
| Reprezentacja Japonii | Reprezentacja Japonii | Reprezentacja Japonii |
| Rok                   | Mecze                 | Gole                  |
| --------------------- | --------------------- | --------------------- |
| 1984                  | 1                     | 0                     |
| 1985                  | 1                     | 0                     |
| Razem                 | 2                     | 0                     |